# 유라시아어족
유라시아어족(Eurasiatic)은 유라시아의 북부, 서부, 남부에서 사용되는 다양한 어족을 묶은 가설적인 대어족이다. 유사한 아이디어는 100년 이상 전부터 제기되었으나 가장 많이 논의되는 것은 조지프 그린버그가 1990년대 제안한 것이다.
가설에 따라 차이가 있으나 주로 협의의 알타이어족(곧 튀르크어족, 몽골어족, 퉁구스어족), 에스키모알류트어족, 인도유럽어족, 우랄어족(그린버그는 우랄유카기르어족이라는 논쟁적인 분류를 사용)을 모두 하위 분파로서 포함한다. 다른 분파로 카르트벨리어족이나 드라비다어족뿐 아니라 간혹 고립된 언어로 여겨지는 니브흐어, 에트루리아어, 그리고 그린버그의 가설인 "한국어-일본어-아이누어" 분파가 포함되기도 한다.
유라시아어족과 연관 대어족 가설은 현재 소수의 러시아 학자들을 제외하고 주류 언어학계에서 받아들여지지 않고 있다. 종종 연관되는 가설인 노스트라트어족도 마찬가지이나 데네예니세이어족에 관해서는 종종 이견이 있다.

## 역사
1994년 메릿 룰렌(Merritt Ruhlen)은 유라시아어족이 "명사의 복수형은 명사 어근에 접미사 -t를 붙여 형성되고, 명사의 쌍수형은 접미사 -k 를 붙여 형성된다"는 문법적 패턴의 존재로 뒷받침된다고 주장했다. 1998년 조지프 그린버그(Joseph Greenburg)는 그가 1950년대에 아프리카 언어를 분류하며 처음 사용한 방법론인 대량 비교 이론의 일환으로 유라시아어족 가설을 제안했다. 2000년에 그는 이 주장을 확장하여 Indo-European and Its Closest Relatives: The Eurasiatic Language Family라는 장편 도서에서 이 어족의 타당성을 입증하기 위한 음성적, 문법적 증거들을 제시했다. 그의 주장의 핵심은 다양한 어족에서 공통적으로 나타난다고 판단되는 72가지의 형태론적 특성이다. 그의 가설은 가장 주목을 끌었음에도 많은 언어학자들에 의해 부정되었는데, 그 이유는 그의 대량 비교 이론의 신빙성이 떨어진다는 것이었다.
이와 독립적으로 1980년대에 러시아의 니콜라이 드미트리예비치 안드레예프(Николай Дмитриевич Андреев)는 인도유럽어족, 우랄어족, 알타이어족을 연결시키는 보레아어족 가설을 제시하였고 이후 Sorin Paliga 등에 의해 확장되었다.
2013년 Mark Pagel 등은 비판에 반박하는 통계적 증거를 발표하여 이론을 뒷받침하려 하였다. 그러나 이들의 통계적인 비교 방법론에 대해 회의적인 주류 학계에서는 여전히 비판받았다.

## 같이 보기
- 노스트라트어족
- 인류조어
- 우랄알타이어족